# Отворено првенство Махараштре у тенису
Отворено првенство Махараштре (познато и по спонзорском имену Tata Open Maharashtra) је тениски турнир за мушкарце који се одржава у индијском граду Пуни. Игра се на отвореним теренима са тврдом подлогом. Турнир припада АТП 250 серији. Од 2020. игра се сваке године почетком фебруара. Пре тога се играо у јануару, а разлог за ову промену је увођење АТП купа.
Део је АТП тура од 1996. године. Прво издање се играло у Њу Делхију као Отворено првенство Индије у тенису, да би се већ 1997. такмичење преселило у Ченај где се играло на СДАТ тениским теренима. Године 2018. турнир је премештен из Ченаја у Пуну, град у индијској савезној држави Махараштри.
Централни стадион тениског комплекса у Пуни (Balewadi Stadium) има капацитет од 4000 места.
Највише титула у појединачној конкуренцији има Станислас Вавринка из Швајцарске који је четири пута освајао трофеј (једини три пута узастопно). Леандер Паес из Индије је најуспешнији такмичар у конкуренцији парова са шест титула. Пет их је освојио у пару са сународником Махешом Бупатијем.

## Досадашњи називи турнира
- (1996)
- (1997–2001)
- (2002–2004)
- (2005–2009)
- (2010–2017)
- (2018–)

Извор:

## Поени и новчана награда (2020)
|             |                 | П        | Ф        | ПФ       | ЧФ       | 2К      | 1К      | КВ | КВ2     | КВ1     |
| Појединачно | Поени           | 250      | 150      | 90       | 45       | 20      | 0       | 12 | 6       | 0       |
| Појединачно | Новчана награда | 91.625 $ | 50.710 $ | 28.540 $ | 16.250 $ | 9.320 $ | 5.450 $ | –  | 2.665 $ | 1.385 $ |
| Парови      | Поени           | 250      | 150      | 90       | 45       | –       | 0       | –  | –       | –       |
| Парови      | Новчана награда | 30.900 $ | 15.840 $ | 8.580 $  | 4.910 $  | –       | 2.880 $ | –  | –       | –       |

Извор:

## Протекла финала

### Појединачно
| Година       | Победник               | Финалиста             | Резултат                     |
| ↓ Њу Делхи ↓ | ↓ Њу Делхи ↓           | ↓ Њу Делхи ↓          | ↓ Њу Делхи ↓                 |
| ------------ | ---------------------- | --------------------- | ---------------------------- |
| 1996.        | Томас Енквист          | Бајрон Блек           | 6:2, 7:6(7:3)                |
| ↓ Ченај ↓    |                        |                       |                              |
| 1997.        | Микаел Тилстрем        | Алекс Радулеску       | 6:4, 4:6, 7:5                |
| 1998.        | Патрик Рафтер          | Микаел Тилстрем       | 6:3, 6:4                     |
| 1999.        | Бајрон Блек            | Рајнер Шитлер         | 6:4, 1:6, 6:3                |
| 2000.        | Жером Голмар           | Маркус Ханчк          | 6:3, 6:7(6:8), 6:3           |
| 2001.        | Михал Табара           | Андреј Стољаров       | 6:2, 7:6(7:4)                |
| 2002.        | Гиљермо Кањас          | Парадорн Сричапан     | 6:4, 7:6(7:2)                |
| 2003.        | Парадорн Сричапан      | Карол Кучера          | 6:3, 6:1                     |
| 2004.        | Карлос Моја            | Парадорн Сричапан     | 6:4, 3:6, 7:6(7:5)           |
| 2005.        | Карлос Моја (2)        | Парадорн Сричапан     | 3:6, 6:4, 7:6(7:5)           |
| 2006.        | Иван Љубичић           | Карлос Моја           | 7:6(8:6), 6:2                |
| 2007.        | Гзавје Малис           | Штефан Коубек         | 6:1, 6:3                     |
| 2008.        | Михаил Јужни           | Рафаел Надал          | 6:0, 6:1                     |
| 2009.        | Марин Чилић            | Сомдев Деварман       | 6:4, 7:6(7:3)                |
| 2010.        | Марин Чилић (2)        | Станислас Вавринка    | 7:6(7:2), 7:6(7:3)           |
| 2011.        | Станислас Вавринка     | Гзавје Малис          | 7:5, 4:6, 6:1                |
| 2012.        | Милош Раонић           | Јанко Типсаревић      | 6:7(4:7), 7:6(7:4), 7:6(7:4) |
| 2013.        | Јанко Типсаревић       | Роберто Баутиста Агут | 3:6, 6:1, 6:3                |
| 2014.        | Станислас Вавринка (2) | Едуар Роже-Васелен    | 7:5, 6:2                     |
| 2015.        | Станислас Вавринка (3) | Аљаж Бедене           | 6:3, 6:4                     |
| 2016.        | Станислас Вавринка (4) | Борна Ћорић           | 6:3, 7:5                     |
| 2017.        | Роберто Баутиста Агут  | Данил Медведев        | 6:3, 6:4                     |
| ↓ Пуна ↓     |                        |                       |                              |
| 2018.        | Жил Симон              | Кевин Андерсон        | 7:6(7:4), 6:2                |
| 2019.        | Кевин Андерсон         | Иво Карловић          | 7:6(7:4), 6:7(2:7), 7:6(7:5) |
| 2020.        | Јиржи Весели           | Јегор Герасимов       | 7:6(7:2), 5:7, 6:3           |

### Парови
| Година       | Победници                           | Финалисти                          | Резултат              |
| ↓ Њу Делхи ↓ | ↓ Њу Делхи ↓                        | ↓ Њу Делхи ↓                       | ↓ Њу Делхи ↓          |
| ------------ | ----------------------------------- | ---------------------------------- | --------------------- |
| 1996.        | Јонас Бјеркман Никлас Култи         | Бајрон Блек Сандон Стол            | 4:6, 6:4, 6:4         |
| ↓ Ченај ↓    |                                     |                                    |                       |
| 1997.        | Махеш Бупати Леандер Паес           | Олег Огородов Ејал Ран             | 7:6, 7:5              |
| 1998.        | Махеш Бупати (2) Леандер Паес (2)   | Оливије Делетр Макс Мирни          | 6:7, 6:3, 6:2         |
| 1999.        | Махеш Бупати (3) Леандер Паес (3)   | Вејн Блек Невил Годвин             | 4:6, 7:5, 6:4         |
| 2000.        | Жилијен Буте Кристоф Рокус          | Саурав Панџа Сринат Прахлад        | 7:5, 6:1              |
| 2001.        | Бајрон Блек Вејн Блек               | Бари Кауан Мозе Навара             | 6:4, 6:3              |
| 2002.        | Махеш Бупати (4) Леандер Паес (4)   | Томаш Цибулец Ота Фукарек          | 5:7, 6:2, 7:5         |
| 2003.        | Јулијан Ноул Михаел Колман          | Франтишек Чермак Леош Фридл        | 7:6(7:1), 7:6(7:3)    |
| 2004.        | Рафаел Надал Томи Робредо           | Јонатан Ерлих Анди Рам             | 7:6(7:3), 4:6, 6:3    |
| 2005.        | Лу Јен-сјун Рајнер Шитлер           | Махеш Бупати Јонас Бјеркман        | 7:5, 4:6, 7:6(7:4)    |
| 2006.        | Михал Мертињак Петр Пала            | Пракаш Амритраж Рохан Бопана       | 6:2, 7:5              |
| 2007.        | Гзавје Малис Дик Норман             | Рафаел Надал Бартоломе Салва-Видал | 7:6(7:4), 7:6(7:4)    |
| 2008.        | Санчај Ративатана Сончат Ративатана | Маркос Багдатис Марк Жикел         | 6:4, 7:5              |
| 2009.        | Ерик Буторак Раџив Рам              | Жан-Клод Шерер Станислас Вавринка  | 6:3, 6:4              |
| 2010.        | Марсел Гранољерс Сантијаго Вентура  | Лу Јен-сјун Јанко Типсаревић       | 7:5, 6:2              |
| 2011.        | Махеш Бупати (5) Леандер Паес (5)   | Робин Хасе Дејвид Мартин           | 6:2, 6:7(3:7), [10:7] |
| 2012.        | Леандер Паес (6) Јанко Типсаревић   | Јонатан Ерлих Анди Рам             | 6:4, 6:4              |
| 2013.        | Беноа Пер Станислас Вавринка        | Андре Бегеман Мартин Емрих         | 6:2, 6:1              |
| 2014.        | Јохан Брунстрем Фредерик Нилсен     | Марин Драгања Мате Павић           | 6:2, 4:6, [10:7]      |
| 2015.        | Лу Јен-сјун Џонатан Мареј           | Равен Класен Леандер Паес          | 6:3, 7:6(7:4)         |
| 2016.        | Оливер Марах Фабрис Мартен          | Остин Крајичек Беноа Пер           | 6:3, 7:5              |
| 2017.        | Рохан Бопана Џиван Недунчежијан     | Пурав Раџа Дивиџ Шаран             | 6:3, 6:4              |
| ↓ Пуна ↓     |                                     |                                    |                       |
| 2018.        | Робин Хасе Матве Миделкоп           | Пјер-Иг Ербер Жил Симон            | 7:6(7:5), 7:6(7:5)    |
| 2019.        | Рохан Бопана (2) Дивиџ Шаран        | Лук Бамбриџ Џони О'Мара            | 6:3, 6:4              |
| 2020.        | Андре Горансон Кристофер Рунгкат    | Јонатан Ерлих Андреј Василевски    | 6:2, 3:6, [10:8]      |

## Рекорди

### Највише титула у појединачној конкуренцији
- Станислас Вавринка: 4 (2011, 2014–2016)

### Највише титула у конкуренцији парова
- Леандер Паес: 6 (1997–1999, 2002, 2011, 2012)

### Најстарији победник у појединачној конкуренцији
- Жил Симон: 33 године (2018)

### Најмлађи победник у појединачној конкуренцији
- Марин Чилић: 20 година (2009)

### Највише рангирани шампион
- Патрик Рафтер: 4. место на АТП листи (2001)
- Станислас Вавринка: 4. место на АТП листи (2005, 2016)

### Најниже рангирани шампион
- Михал Табара: 96. место на АТП листи (2001)

### Највише добијених мечева
- Станислас Вавринка: 23

Извор: